# Multilokuläres zystisches Nephrom
Ein multilokuläres zystisches Nephrom ist ein seltener gutartiger Nierentumor bestehend aus multiplen, durch Septen getrennte  Zysten in der Niere.
Synonyme sind:  Zystisches Nephrom, englisch Multilocular cystic nephroma; mixed epithelial stromal tumour (MEST);  renal epithelial stromal tumour (REST)
Die Bezeichnung wurde im Jahre 1956 durch die Ärzte L. K. Boggs und Paul Kimmelstiel geprägt.

## Verbreitung
Die Erkrankung hat zwei Häufigkeitsgipfel, einmal bei Kleinkindern zwischen 3 Monaten und 4 Jahren und dann bei Erwachsenen im 5. – 6. Lebensjahrzehnt.
Bei Kindern ist in 75 % das männliche, bei den Erwachsenen etwas mehr das weibliche Geschlecht betroffen.
Es besteht eine Assoziation mit dem Pleuro-pulmonalen Blastom im Zusammenhang mit einer  Mutation im DICER1-Gen.

## Pathologie
Es handelt sich um multilokuläre zystische Nierentumoren aus gekammerten Zysten bestehend, die von einer dicken Bindegewebskapsel und zusammengedrücktem Parenchym umgeben sind. Kalkablagerungen, Einblutungen oder Nekrosen kommen nur selten vor.

## Klinische Erscheinungen
Klinische Kriterien sind:
- Manifestation im Kindesalter
- Schmerzlose tastbare Raumforderung im Abdomen
- eventuell Hämaturie oder Harnwegsinfekt

## Diagnose
Eine sichere Diagnose ist mittels bildgebender Verfahren kaum eindeutig möglich.

## Differentialdiagnose
Abzugrenzen sind beim Kind der zystische Wilms-Tumor und die Multizystische Nierendysplasie, beim Erwachsenen das multilokulär zystische oder klarzellige Nierenkarzinom.

## Therapie
Die Behandlung erfolgt meist durch (partielle) Nephrektomie.